# Groeve Ternaaien-Beneden

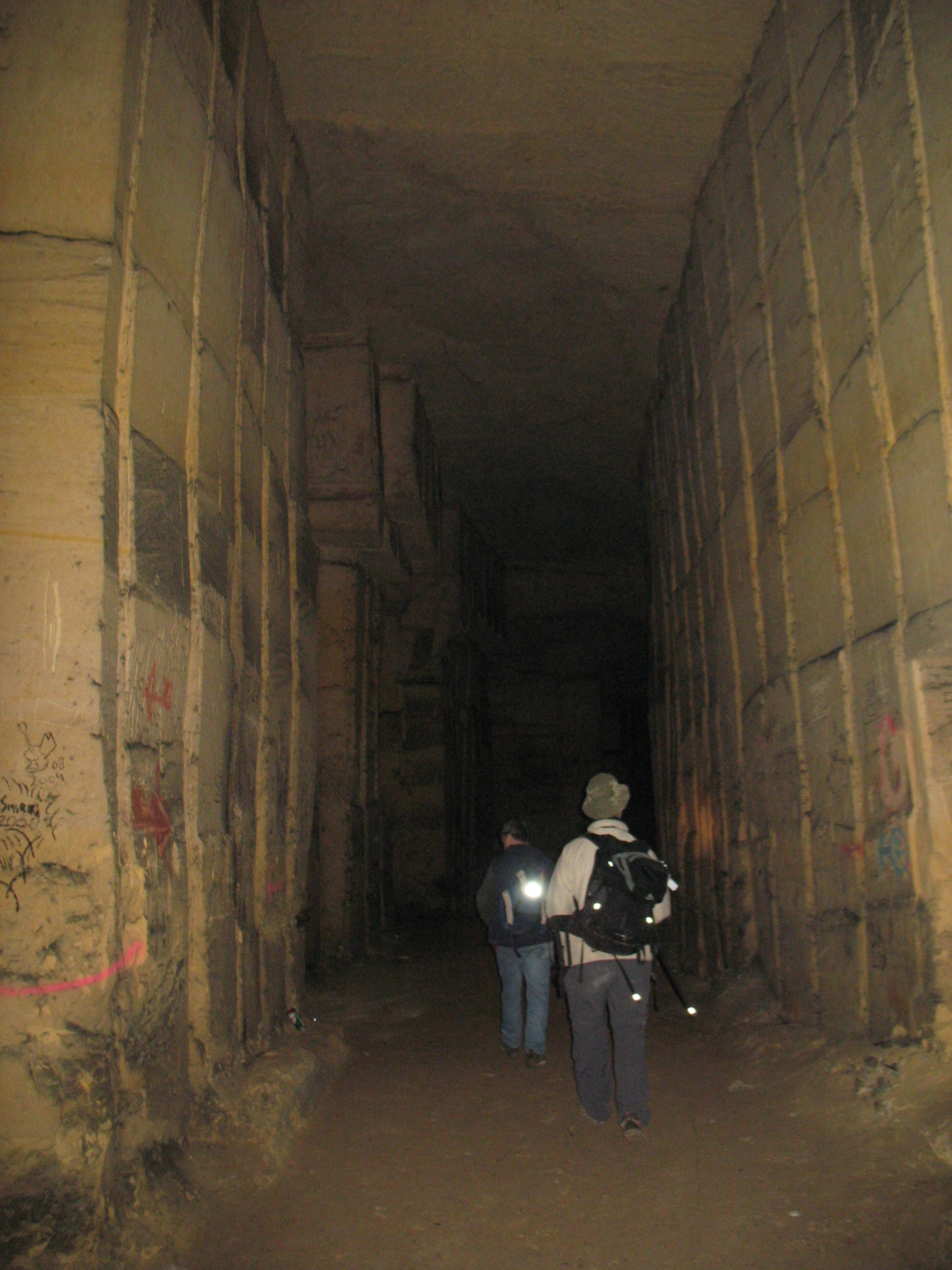
Een gang in de groeve

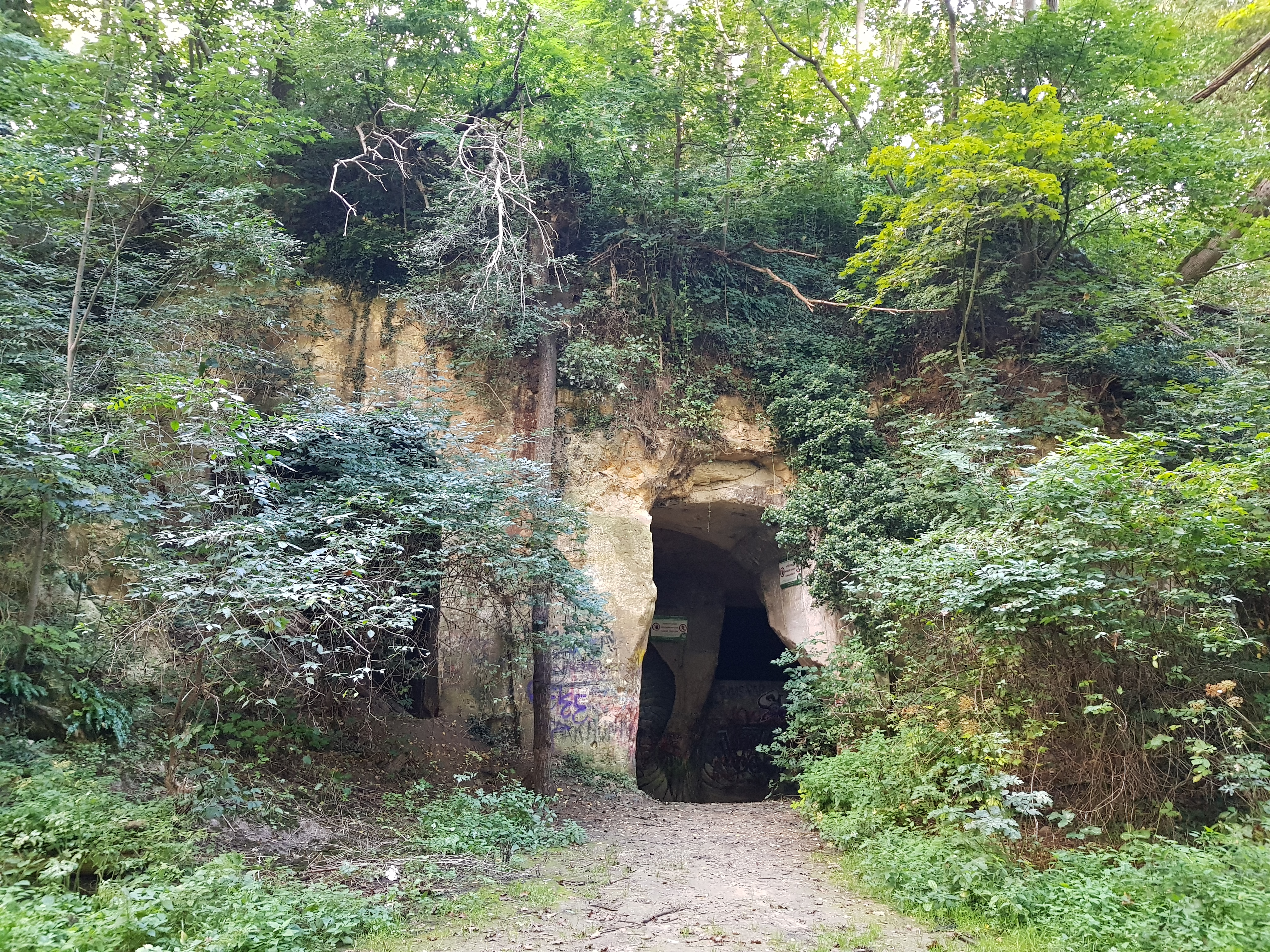
Ingang van de groeve (met de slang)

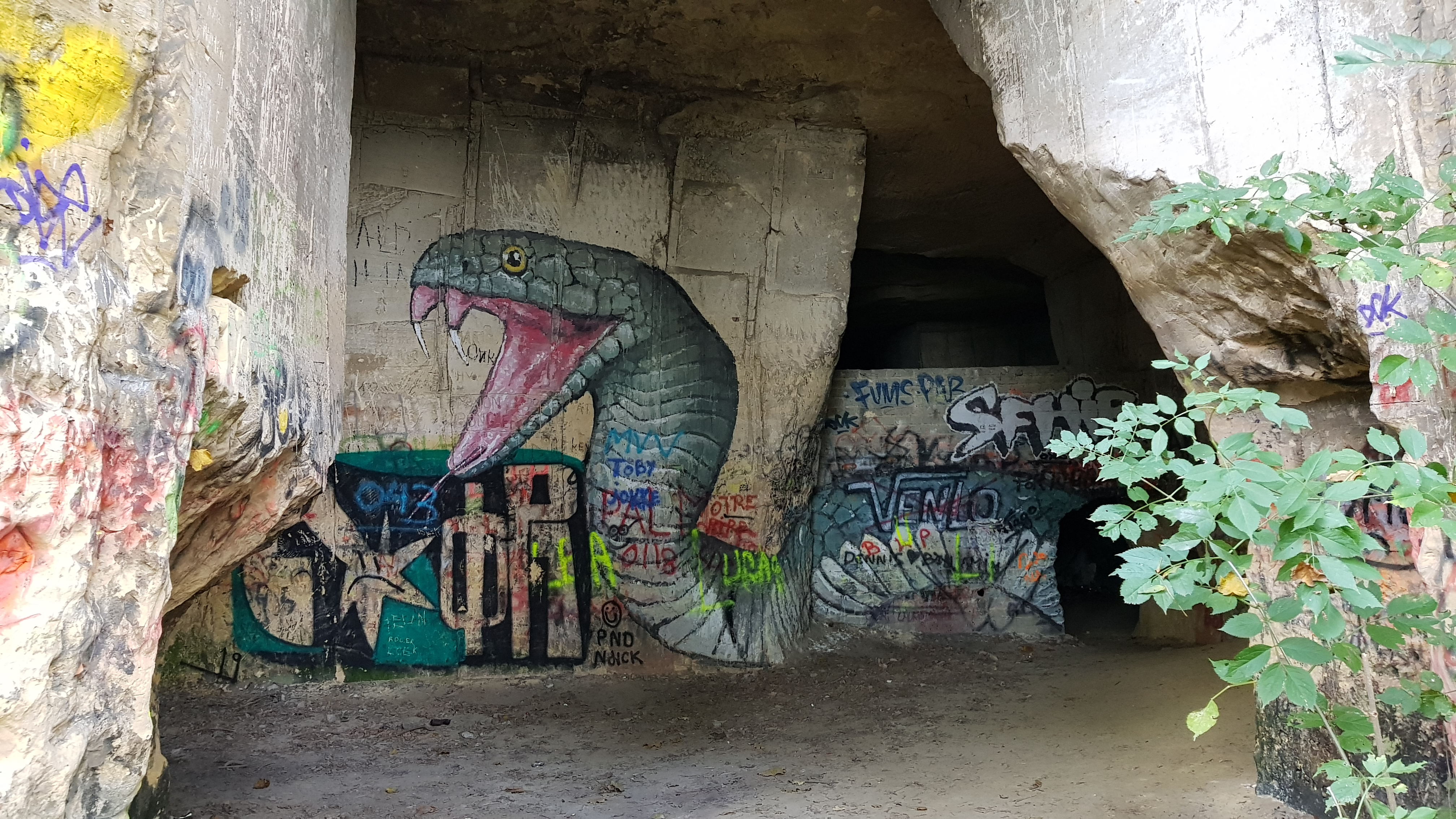
Ingang van de slang van binnen

De Groeve Ternaaien-Beneden (ook Ternaaien-Onder of de Berg van Collinet) is een gangenstelsel en Limburgse mergelgroeve op de grens van de Belgische gemeentes Riemst en Wezet. De groeve ligt in het zuidelijk deel van de Sint-Pietersberg in het Plateau van Caestert ten zuidwesten van Klein-Ternaaien en ten zuidoosten van Kanne. Het Waalse gedeelte van de groeve ligt in het beschermde gebied van Thier de Caster.
Ten noorden van de groeve liggen de Groeve Ternaaien-Boven en de Groeve Ternaaien-Midden. Direct ten noordoosten van de groeve ligt de voormalige dagbouwgroeve de Verloren Vallei. Verder naar het noorden ligt de Caestertgroeve.
Voor de bescherming van de natuur en voor de veiligheid zijn alle groeven gesloten voor het publiek.

## Geschiedenis
In de middeleeuwen werd het ingangsgebied van de groeve ontgonnen. Het gedeelte nabij de Verloren Vallei (ten noorden van het ingangsgebied) is echter het oudste gedeelte van de groeve en was oorspronkelijk een zelfstandige groeve.
Nadat eeuwenlang mergel ondergronds gewonnen werd door blokbrekers, werd deze bouwsteen in de 18e eeuw een te verliesgevend product om nog op grote schaal te winnen. In de 18e eeuw vond te Caestert de laatste grote (ondergrondse) ontginning plaats, waarbij niet de bouwsteen werd gewonnen, maar men gangen groef voor de winning van kalkmergel. Toen men ondergronds de grenzen daarvan bereikte en de kwaliteit van de mergel afnam door verstoringen en verontreiniging, is men waarschijnlijk aan de ingangen begonnen met het afgraven van losse mergel in dagbouw waardoor de Verloren Vallei ontstond. De precieze datering van wanneer tot wanneer de dagbouwgroeve in bedrijf is geweest is niet bekend, maar zou in de 19e eeuw geweest zijn. Met de dagbouwontginning werden meerdere gangen van de Groeve Ternaaien-Beneden aangesneden.
Op 3 augustus 2015 besloot een Maastrichts studentenkoppel rond 18:00 met alleen het licht van hun gsm de groeve binnen te gaan. De gsm was op een gegeven moment leeg en het lukte ze niet meer om de weg naar buiten te vinden. Wel vonden ze een luchtschacht via welke ze om hulp geroepen hebben. Een boer die op de berg voorbij de schacht kwam hoorde hun geroep en schakelde de hulpdiensten in, waarna het stel gered werd en pas rond 14:45 op 4 augustus weer buiten stond na meer dan 20 uur gedwaald te hebben.

## Groeve
Het gangenstelsel bestaat uit vier delen. Op slechte enkele plekken kan men van het ene deel naar het andere komen. Het zuidelijkste gedeelte kenmerkt zich door gangen met een typische paraboolachtige vorm, waarvan een gang de kathedraal wordt genoemd. Deze gangen worden ook geduid als de spaghettigangen. Ten noorden van het zuidelijkste gedeelte bevindt zich het tweede deel met lange rechte gangen van ongeveer 200 tot 300 meter lang. Met name aan de zuid- en westzijde hiervan zijn ook hier paraboolachtige spaghettigangen uitgegraven. Ten noorden van het tweede deel bevindt zich het derde deel van de groeve dat ver in westelijke richting doorloopt tot aan de Grote Schacht. Dit gedeelte heeft van de vier delen het grootste oppervlakte en omvat ook het middeleeuwse ingangsgebied (met de ingang met de slang). Ten noordoosten van dit deel bevindt zich het vierde deel bij de Verloren Vallei.
De ingangen van de groeve zijn dichtgemaakt, maar op zodanige wijze dat vleermuizen en andere kleine dieren de groeve kunnen gebruiken als schuilplaats.

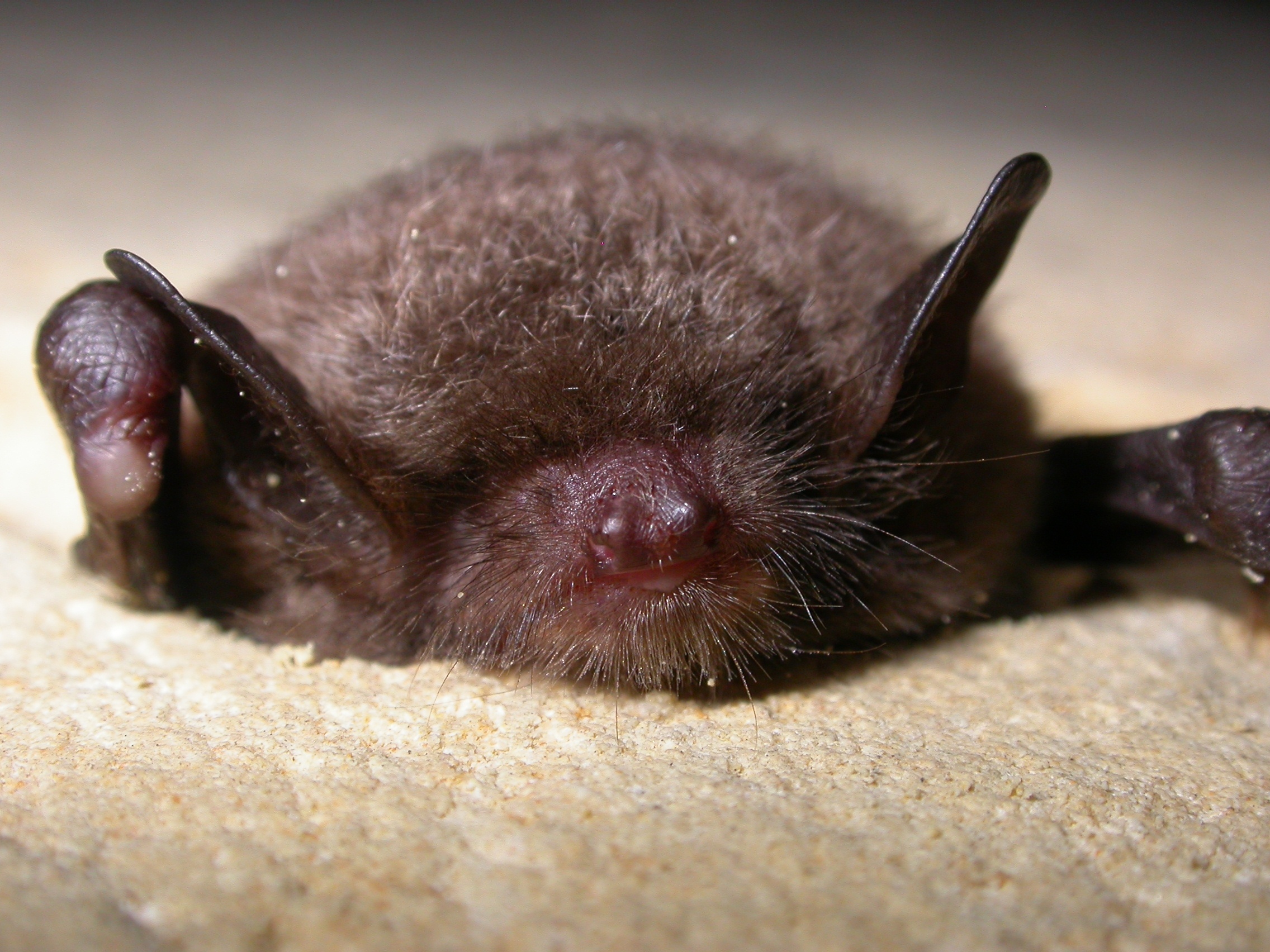
Watervleermuis in de groeve
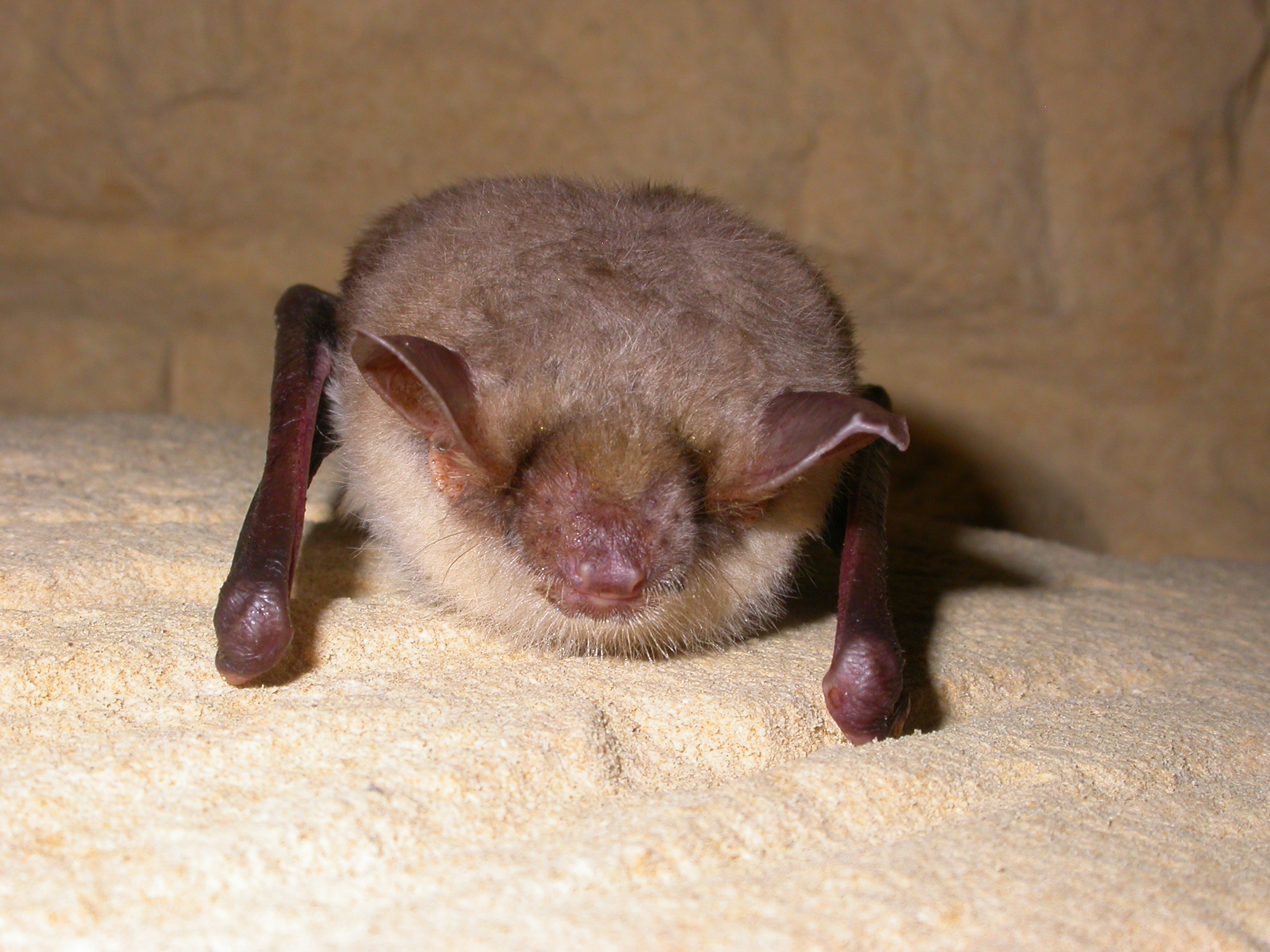
Vale vleermuis in de groeve
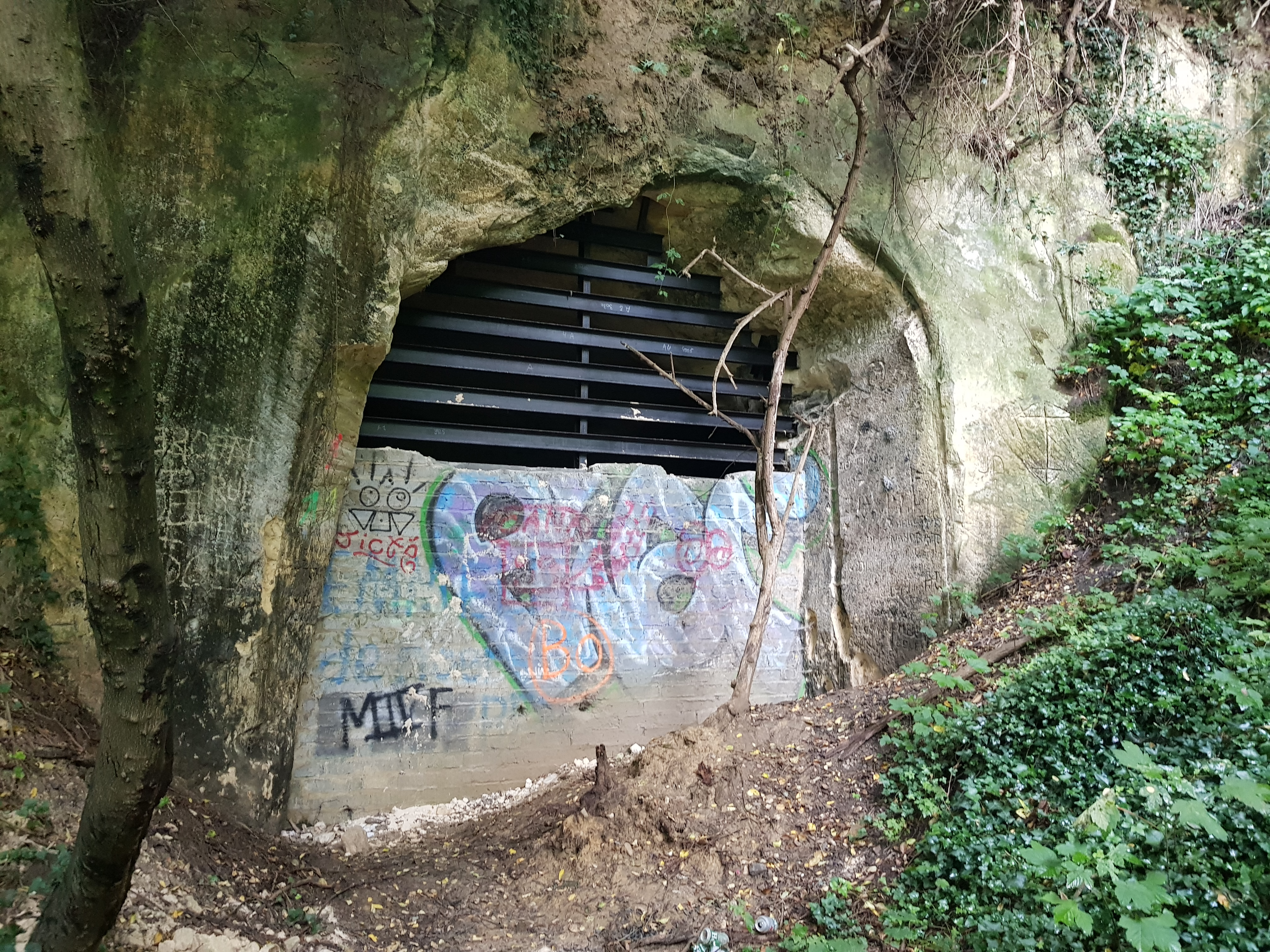
Een van de afgesloten ingangen van de groeve die wel voor vleermuizen toegankelijk is
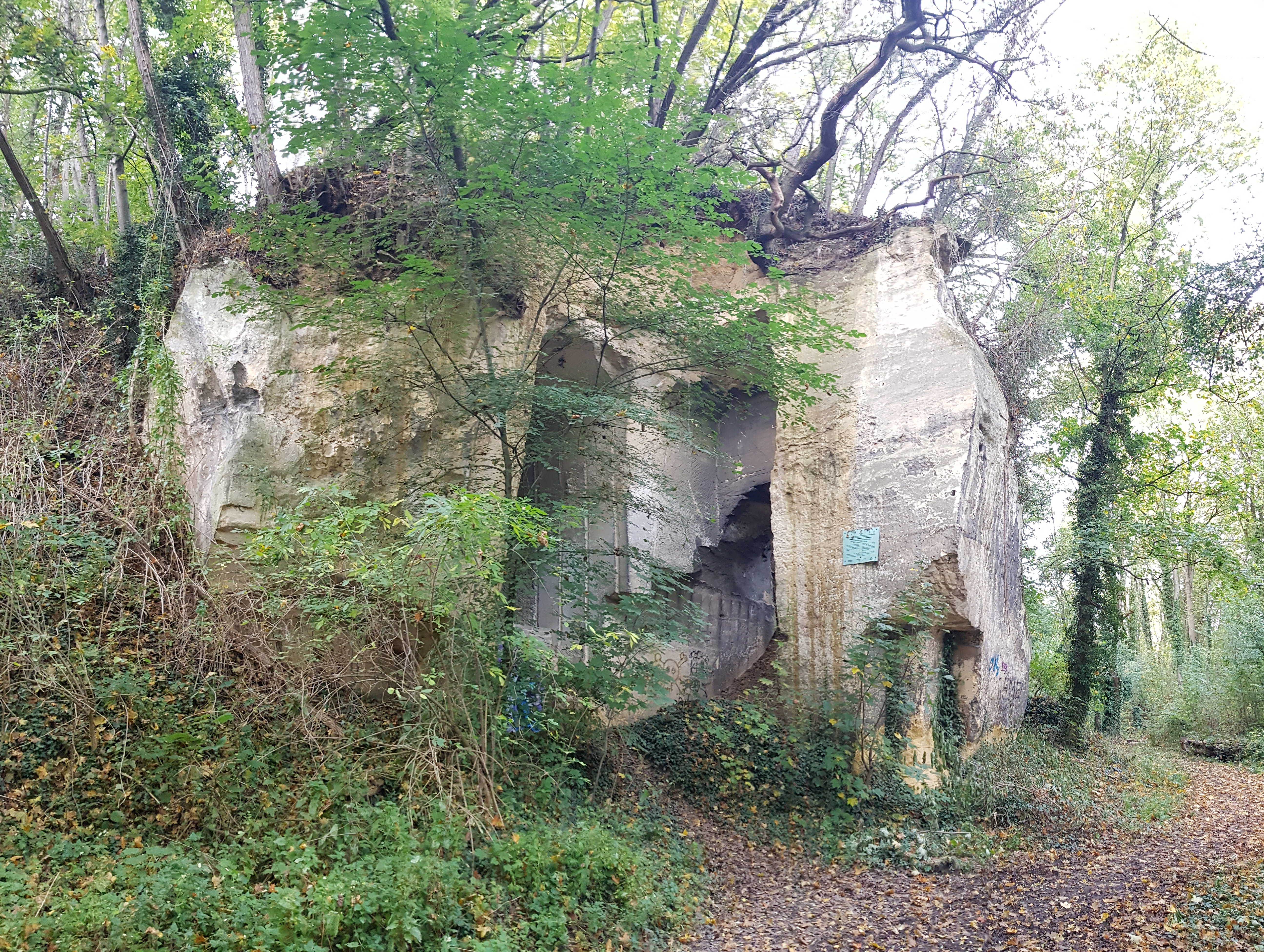
Een restant van de groeve in de Verloren Vallei
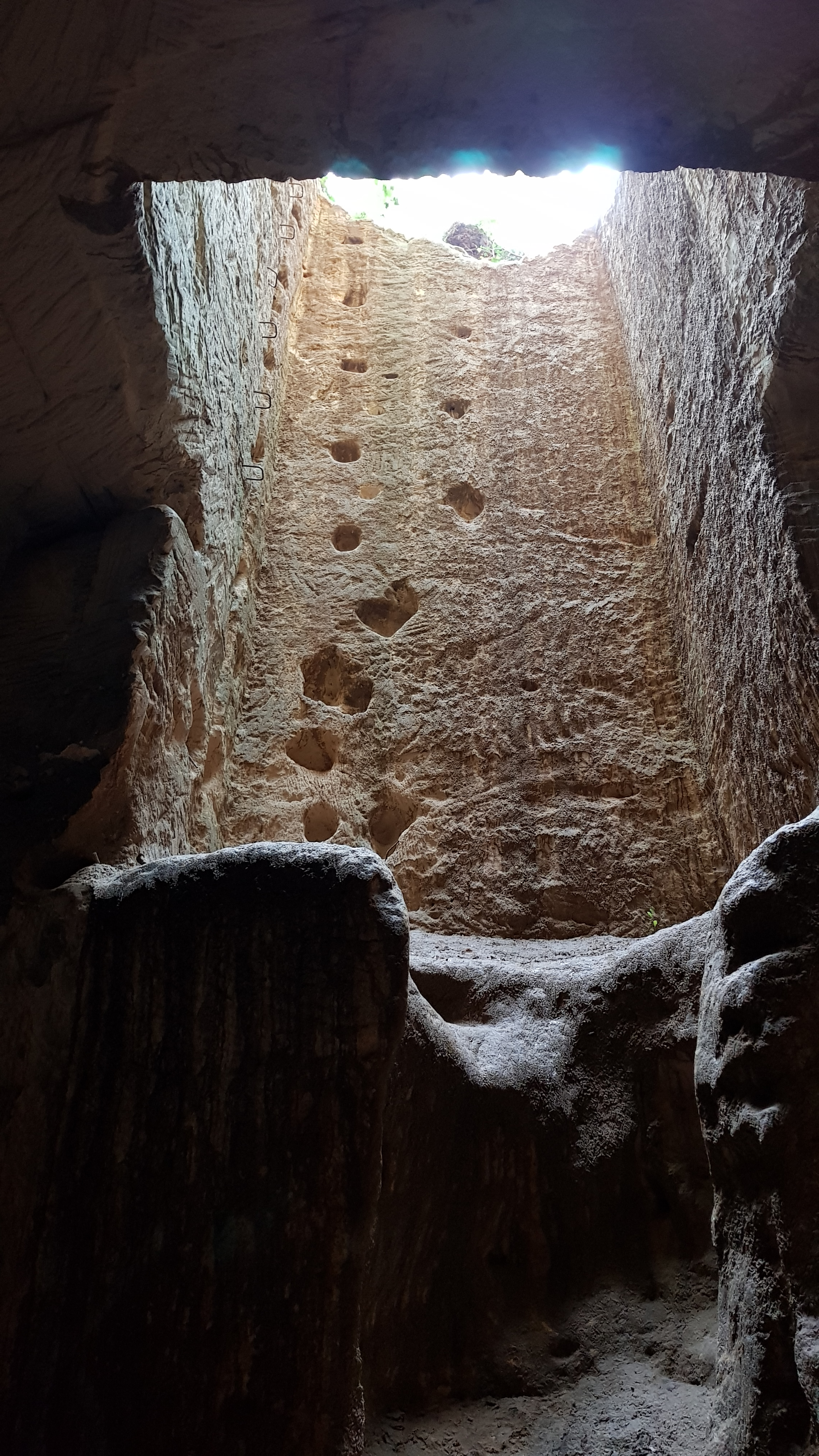
De Grote Schacht
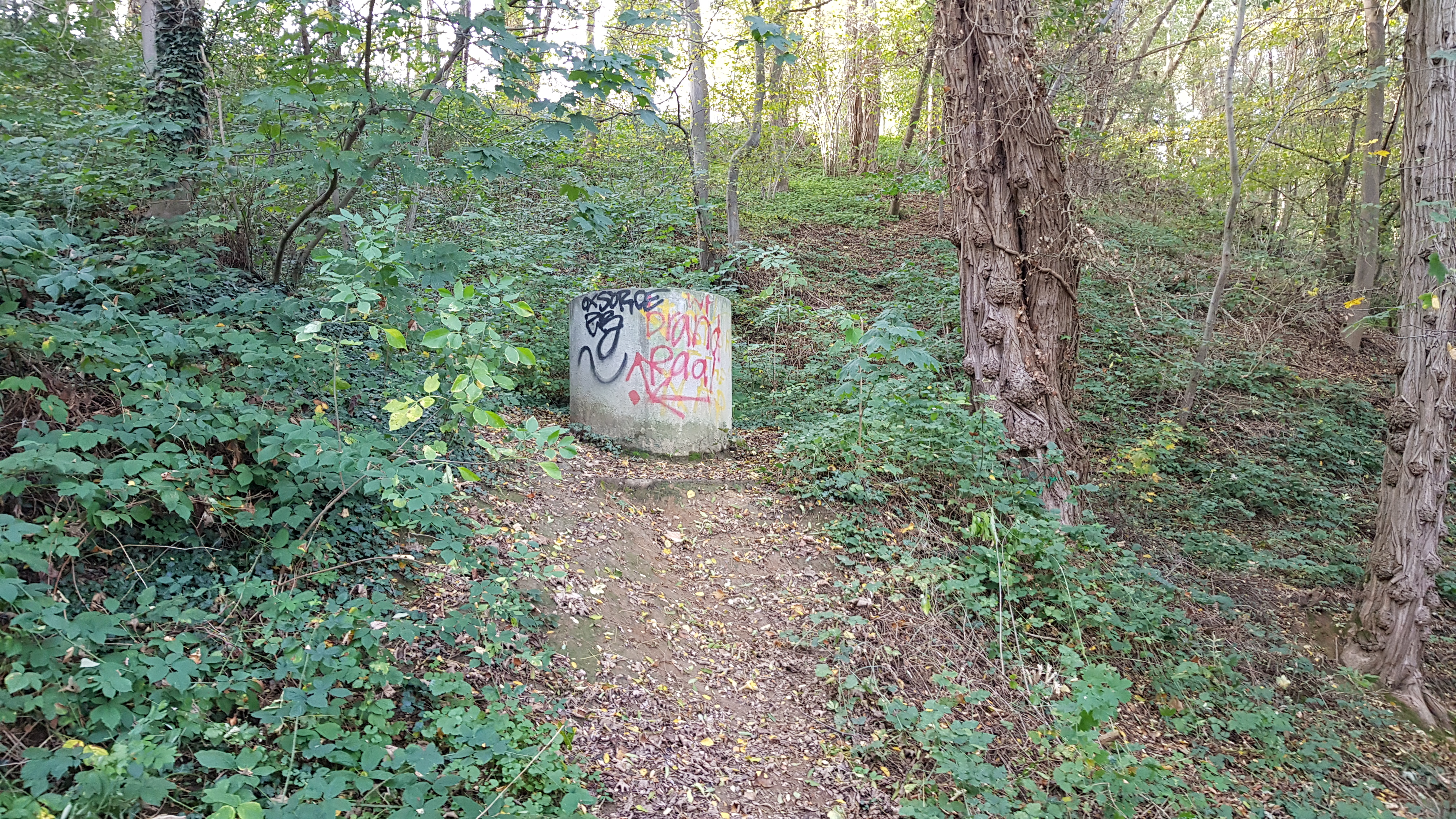
Luchtschacht op de helling
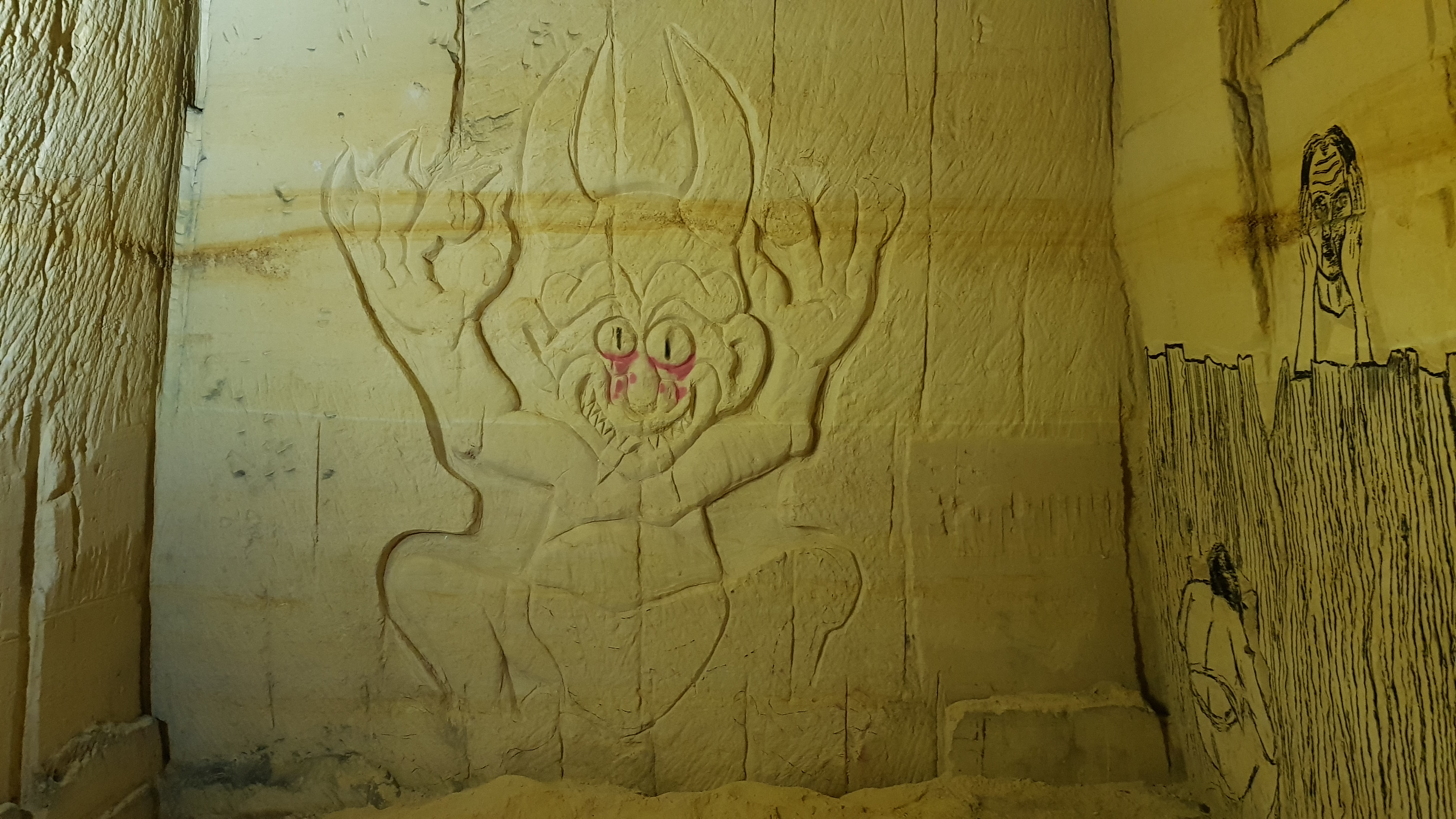
Kunstwerk in deel bij de Verloren Vallei
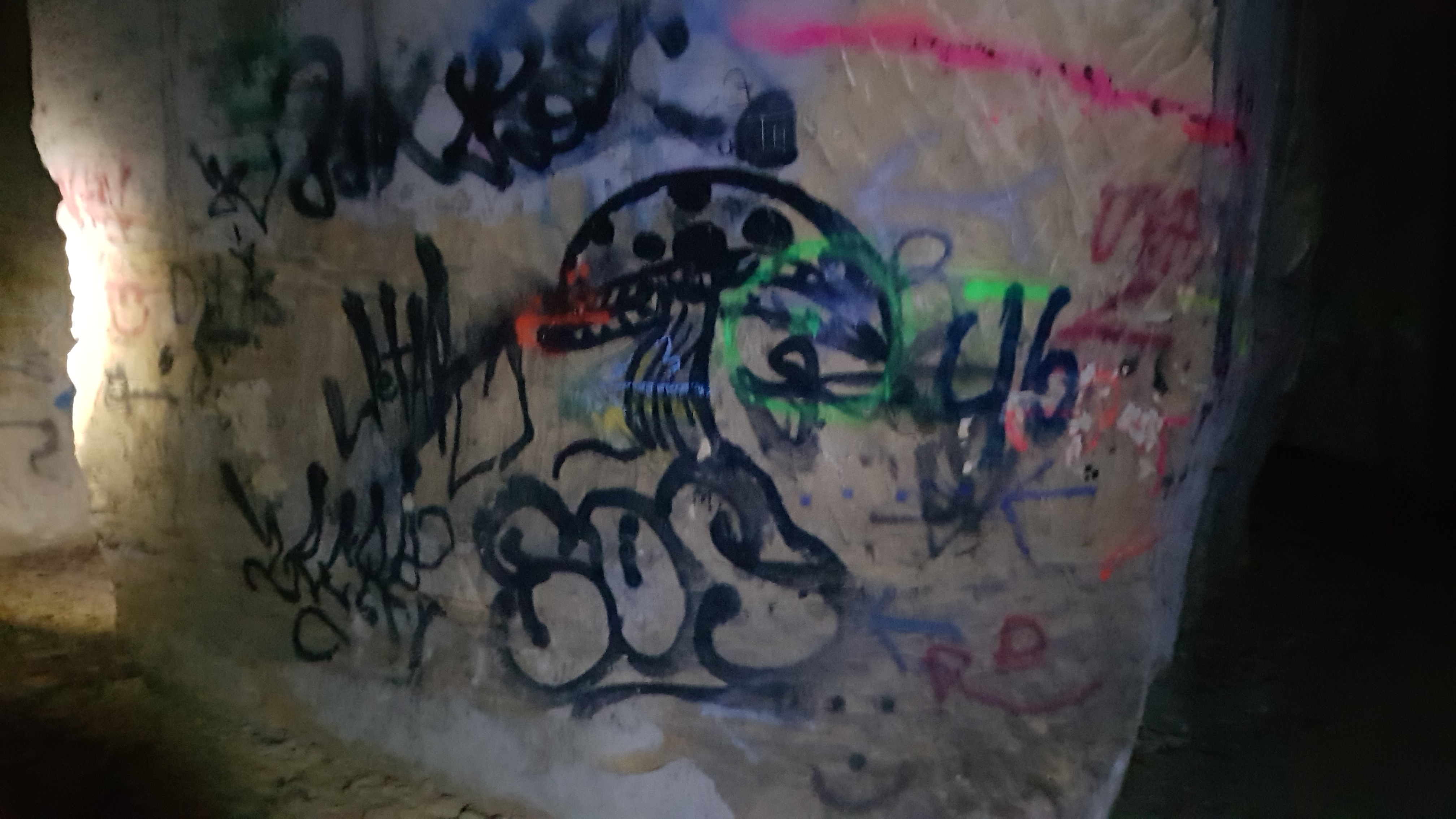
Graffiti aangebracht door vandalen